# 세르게이 호도스
세르게이 빅토로비치 호도스(러시아어: Серге́й Ви́кторович Хо́дос, 러시아어 발음: [sʲɪrˈɡʲej ˈvʲiktərəvʲɪtɕ ˈxodəs], 1986년 7월 14일~)는 러시아의 펜싱 선수로 주 종목은 에페이다. 카자흐스탄 출신으로 카자흐스탄 국가대표 선수로 활동하다가 2010년부터 러시아 국가대표 선수로 활동했다. 그는 2020년 하계 올림픽에서 남자 에페 단체전 은메달을 획득했고 세계 선수권 대회에서 동메달 2개를 획득했다.